# ISO 3166-2:VE
ISO 3166-2:VE é a entrada para a Venezuela no ISO 3166-2, parte do padrão ISO 3166 publicado pela Organização Internacional para a Padronização (ISO), que define códigos para os nomes das principais subdivisões (ex., províncias ou estados) de todos países codificado em ISO 3166-1.
Atualmente, os códigos ISO 3166-2 são definidos para 1 dependência federal, 1 distrito federal e 23 estados. O Distrito da Capital Venezuelana contém a parte central da capital do país, Caracas, que possui um estatuto especial igual para os estados.
Os códigos consistem em duas partes separados por hífen. A primeira parte é VE, o código da Venezuela no ISO 3166-1 alfa-2, e a segunda parte é um código de uma letra.
- A: Distrito Federal
- B–V (exceto Q): estados criados antes da década de 1980
- W: dependência federal
- X: estado criado em 1998
- Y–Z: os antigos territórios elevados a categoria de estado no início da década de 1990

## Códigos atuais
Códigos ISO 3166 e nomes de subdivisões são listados como publicado pela Maintenance Agency (ISO 3166/MA). 

As colunas podem ser classificadas clicando nos respectivos botões.
| Código | Nome da subdivisão    | Categoria           |
| ------ | --------------------- | ------------------- |
| VE-W   | Dependências Federais | Dependência Federal |
| VE-A   | Distrito Federal      | Distrito Capital    |
| VE-Z   | Amazonas              | Estado              |
| VE-B   | Anzoátegui            | Estado              |
| VE-C   | Apure                 | Estado              |
| VE-D   | Aragua                | Estado              |
| VE-E   | Barinas               | Estado              |
| VE-F   | Bolívar               | Estado              |
| VE-G   | Carabobo              | Estado              |
| VE-H   | Cojedes               | Estado              |
| VE-Y   | Delta Amacuro         | Estado              |
| VE-I   | Falcón                | Estado              |
| VE-J   | Guárico               | Estado              |
| VE-K   | Lara                  | Estado              |
| VE-L   | Mérida                | Estado              |
| VE-M   | Miranda               | Estado              |
| VE-N   | Monagas               | Estado              |
| VE-O   | Nueva Esparta         | Estado              |
| VE-P   | Portuguesa            | Estado              |
| VE-R   | Sucre                 | Estado              |
| VE-S   | Táchira               | Estado              |
| VE-T   | Trujillo              | Estado              |
| VE-X   | Vargas                | Estado              |
| VE-U   | Yaracuy               | Estado              |
| VE-V   | Zulia                 | Estado              |

## Alterações
As seguintes alterações foram anunciadas pela ISO 3166/MA em boletins desde a primeira publicação da ISO 3166-2, em 1998:
| Boletim informativo | Data de publicação                   | Descrição da alteração no boletim                                                                                       | Código/Alteração de subdivisão     |
| ------------------- | ------------------------------------ | --- | ---------------------------------- |
| Boletim I-4         | 10/12/2002                           | Adição de um estado. O cabeçalho das categorias de subdivisão foram re-ordenados                                        | Subdivisão adicionada: VE-X Vargas |
| Boletim I-5         | 05/09/2003                           | Mudança de categoria de subdivisão de dois territórios federais elevados a categoria de estados. Lista fonte atualizada |                                    |
| Boletim II-1        | 03/02/2010 (corrigido em 19/02/2010) | Alteração da forma abreviada do nome do país, em conformidade com a norma ISO 3166-1 NL VI-5 (03/03/2009)               |                                    |